# فهرست آتشفشان‌های افغانستان
این یک فهرست از آتشفشان‌ها در افغانستان است.
| نام           | ارتفاع | ارتفاع | موقعیت                                          | واپسین فوران |
| نام           | متر    | فوت    | مختصات                                          | واپسین فوران |
| ------------- | ------ | ------ | ----------------------------------------------- | ------------ |
| گروه دشت نوار | ۳٬۸۰۰  | ۱۲٬۴۶۴ | ۳۳°۵۷′شمالی ۶۷°۵۵′شرقی / ۳۳٫۹۵°شمالی ۶۷٫۹۲°شرقی | پلیستوسن     |
| گروه لومان    | ۴٬۵۵۹  | ۱۴٬۹۵۴ | ۳۳°۲۰′شمالی ۶۷°۵۱′شرقی / ۳۳٫۳۳°شمالی ۶۷٫۸۵°شرقی | پلیستوسن     |
| گروه وکاک     | ۳٬۱۹۰  | ۱۰٬۴۶۳ | ۳۴°۱۵′شمالی ۶۷°۵۸′شرقی / ۳۴٫۲۵°شمالی ۶۷٫۹۷°شرقی | پلیستوسن     |
| گروه زردآلو   | ۳٬۰۰۰  | ۹٬۸۴۰  | ۳۳°۱۵′شمالی ۶۷°۵۵′شرقی / ۳۳٫۲۵°شمالی ۶۷٫۹۲°شرقی | پلیستوسن     |